# Kristina Prkačin
Kristina Prkačin (* 21. Oktober 1997 in Dubrovnik) ist eine kroatische Handballspielerin, die dem Kader der kroatischen Nationalmannschaft angehört.

## Karriere

### Im Verein
Nachdem Prkačin anfangs die Sportarten Schwimmen, Gymnastik, Volleyball und Leichtathletik ausgeübt hatte, begann sie im Alter von 15 Jahren das Handballspielen beim ŽRK Dubrovnik. Nach drei Jahren wechselte die Rückraumspielerin zum ŽRK Trešnjevka Zagreb, für den sie eine Saison aktiv war. In dieser Spielzeit erzielte sie insgesamt 54 Erstligatreffer für Trešnjevka. Daraufhin wechselte sie im Jahr 2016 zum Ligakonkurrenten ŽRK Lokomotiva Zagreb. Mit Lokomotiva gewann sie 2017 den EHF Challenge Cup sowie 2018 den kroatischen Pokal. Prkačin verlor mit Lokomotiva das Finale des EHF European Cups 2020/21 gegen die spanische Mannschaft Rincón Fertilidad Málaga. Eine Woche nach dem verlorenen Europapokalfinale gewann sie mit Lokomotiva den kroatischen Pokal. Zur Saison 2021/22 wechselte sie zum ungarischen Erstligisten Szombathelyi KKA. Im Januar 2022 kehrte Prkačin zu Lokomotiva zurück und gewann im selben Jahr die kroatische Meisterschaft. In der Saison 2022/23 stand sie beim rumänischen Erstligisten SCM Gloria Buzău unter Vertrag. Daraufhin schloss sie sich erneut dem ŽRK Lokomotiva Zagreb an. Seit der Saison 2024/25 steht sie beim kroatischen Erstligisten ŽRK Podravka Koprivnica unter Vertrag. Mit Podravka Koprivnica gewann sie 2025 die kroatische Meisterschaft und den kroatischen Pokal.

### In der Nationalmannschaft
Prkačin nahm mit der kroatischen Juniorinnennationalmannschaft an der U-20-Weltmeisterschaft 2016 teil, bei der sie den achten Platz belegte.
Prkačin gehört mittlerweile dem Kader der kroatischen A-Nationalmannschaft an. Bei ihrer ersten Turnierteilnahme mit der kroatischen Auswahl belegte sie den letzten Platz bei der Europameisterschaft 2018. Zwei Jahre später verlief die Europameisterschaft mit dem Gewinn der Bronzemedaille deutlich erfolgreicher. Sie steuerte einen Treffer zum Erfolg bei. Auch bei der Europameisterschaft 2022 gehörte Prkačin dem kroatischen Aufgebot an. Ein Jahr später belegte sie mit Kroatien bei der Weltmeisterschaft den 14. Platz. Prkačin warf im Turnierverlauf zwei Tore.